# 회복주의 기독교
회복주의 기독교 또는 회복된 기독교, 회복 기독교(Restorationism)란 기존교회 교리와 구성, 성경이해 등은 문제가 있다고 보고 이전과 다른 새로운 교회를 세우려는 사상이다. 보편교회 즉 동방교회와 서방교회를 아우르는 전통적인 기독교가 타락했음과 자신들이 초대교회의 모습을 회복했다고 스스로 주장하거나 그러한 성향을 띠는 기독교 교단들을 말한다. 니케아 신경과 칼케돈 공의회를 포함한 보편공의회의 교리, 삼위일체와 예수의 신성과 인성 등을 포함한 기본적 기독교 교리를 거부하는 경우가 많으며, 추가적인 자체 교리를 형성하거나 추가적인 경전과 예언을 수용하는 경향이 있다. 대부분의 경우 19세기와 20세기 영미권에서 형성되었다.

## 교단 목록

### 이단으로 분류되는 교단들
회복주의 교단은 전세계적으로 여러 교단이 있으나 대한민국에 알려진 교단은 다음과 같다. 
- 여호와의 증인: 아벨로부터 시작된 "여자의 후손"이 19세기에 성경 교리의 재발견과 오류 제거를 통해 재건되었으며 1914년 시작된 예수의 왕국의 지상 기관임을 자칭한다.

- 예수 그리스도 후기 성도 교회(통칭 모르몬교): 몰몬경과 신권(하나님의 일을 하기 위해 필요한 권세)과 변개된 초대교회의 복음이 조셉 스미스 주니어의 성역을 통해 회복되었다고 주장한다.

상기된 두 교단은, 삼위일체에 대한 이해가 다르며 자신들만이 참된 진리를 소유함을 주장하므로, 대부분의 주류 개신교계에서 이단으로 결의했으며, 종교학적으로 "유사 기독교"로 분류되기도 한다. 
이외에도, 다음의 교단들이 반삼위일체 회복주의 이단으로 분류된다. 
- 그리스도아델피안
- 단일오순절교
- 참예수교회

### 논쟁의 여지가 있는 교단들
한편, 기존 교회에 대한 반감이나 여러 특이한 성경이해가 존재한다는 이유로 회복주의 성향을 의심 받는 교단으로 다음의 교회들을 들 수 있다.
- 제칠일안식일예수재림교회(통칭 안식교)
- 새사도교회
- 플리머스 형제단
- 지방교회
- 그리스도의 교회(환원운동)

위에 나열한 교단들을 비롯한 몇몇 교단들은, 이단과 기독교의 논쟁이 있는 교단들이다. 대한민국을 비롯하여 일부 개혁주의 조직신학적 보수 성향이 강한 교계에서는 이들을 이단으로 취급하는 경우가 있고, 일부는 공교회와 본질적인 복음과 교리가 일치하고 배타적인 구원을 주장하지 않으므로 정통적인 교단으로 인정하기도 한다.

### 종교학적 견해
몰몬교, 여호와의 증인은 주류 개신교회에서 이단 혹은 타종교로 구분된다. 종교학적으로는 기독교와 같은 뿌리이며 신구약 성경을 수용하고 꾸란을 추가한 경전을 지닌 이슬람교처럼 기독교와 다른 별도의 종교로 구분하기도 한다.

## 회복주의 기독교의 범주와 이해

### 기독교 범주
회복주의 교단들은 기독교 교리의 기준인 보편공의회의 교리를 거부하며, 중요한 기독교 신조인 니케아 신경도 부정한다. 회복주의 교단은 전통적 기독교의 신구약 성경 이외에 추가적인 경전이나 특별한 예언과 계시를 지닌다.(여호와의 증인 제외) 서방교회의 지역에서 형성되어서 서방교회의 신학 용어를 사용하며, 서방교회 신학전통에 대한 회복을 주장한다. 신학적 용어를 사용할 뿐, 보편교회의 신학이나 교리를 거부하므로 서방교회와 분리되었고, 서방교회인 천주교회와 개신교회의 범주에 들지 않는다고 주장한다.

### 역사적 기독교 이해
기독교의 역사적 이해에서 서방교회 범주의 회복 주장 한계를 지닌다. 구교를 천주교로 개선된 교회를 개신교로, 자신을 회복된 기독교로 이해하는 역사관을 지녔다. 이런 이해는 회복주의 교회들의 주장의 표적이 서방교회에만 집중되었음을 보여준다. 주장하는 교회의 회복이 서방교회라는 한계를 지니고 회복운동을 주장한다. 회복주의 자체가 전체 교회 모습인 동방교회과 서방교회 통합적인 회복이 아니라 서방교회만의 회복을 주장한다.

### 역사적 초대교회의 이해 문제
회복의 기준이 된다는 회복된 초대교회의 모본이 모호하다. 초대교회는 지역적으로 예루살렘을 중심으로 안디옥과 알렉산드리아, 카르타고, 로마를 기반으로 발전하였다. 이 지역의 교회들의 신학적 견해나 기독론, 성경 이해를 포함하는 교리와 성찬 및 세례 예식과 지역 차이로 인한 교회활동 방식의 차이가 존재했다. 회복주의에서 밝히는 초대교회의 모습은 이러한 다양성과 역동성을 지니지 않는다. 회복주의에서는 전형적이고 단일한 형태의 초대교회 모본을 제시하는데 이는 실제로 존재한 적이 없던 초대교회의 모습이다. 따라서 회복주의의 초대교회는 회복주의 교회의 기준으로 제시하는 과거형식을 지닌 현재주장에 가깝다. 회복주의에서 형성한 사상을 초대교회 형식으로 투영하여 형성한 초대교회 모습으로 회복주의 주장의 정당성을 확보하기 위한 방편에 가깝다.

### 회복주의에 대한 기독교계 입장
주요한 회복주의 교단인 예수 그리스도 후기성도 교회, 여호와의 증인의 경우 대한민국 개신교계인 장로교회와 감리교회, 성결교회, 순복음교회, 침례교회, 천주교회 교단 등에서는 기독교 이단으로 구분한다. 동방교회 지역인 러시아 정교회에서는 이단으로 구분한다. 미국 개신교계에서는 의견이 나뉘며, 미국 천주교는 이단으로 구분한다. 서방유럽의 기독교계에서는 이단으로 구분짓고, 동유럽과 동방정교회 지역에서도 이단으로 구분한다. 일부의 진보적 개신교 교단에서는 기독교와 다른 타종교로 이해하기도 한다.
제칠일안식일예수재림교, 플리머스 형제단 등은 대한민국 기독교계에서는 이단으로 구분한다. 해외지역의 천주교나 동방교회 지역에서는 이단으로 구분한다. 해외 일부국가 개신교계에서는 회복주의로 분류하지 않는 경우도 있으며, 교류가 이루어진다. 대한민국 개신교계에서는 이들 또한 이단으로 규정한다.

## 회복주의 교단의 회복 주장
회복주의 교단은 성경에 근거를 두고 있는 기독교를 스스로 정체성을 표방하는 바에 의해 크게 세 가지로 구분한다. 
첫째, 초대 교회의 전통과 전승을 주장하는 기독교인 구교이다. 둘째, 구교를 부정하고 초대 교회로 돌아가자는 개혁 운동에 의해 등장한 교단이다. 셋째, 전승이 아니라 초대 교회의 원형임을 천명하는 회복 기독교이다. 한편 구교와 신교를 전통적인 기독교라고도 통칭하기도 한다. 그리고 이와 대비되는 기독교인 자칭 회복 기독교로서 예수 그리스도 후기성도 교회, 여호와의 증인 등이 존립한다. 
회복 교단 중에서 예수 그리스도 후기성도 교회는 초대 교회에 존재했으나 지상에서 사라진 바 되었던 교회의 본질의 회복을 말한다. 즉, 복음 원리, 교회 조직, 선지자와 사도, 신권의 권능, 계시, 의식, 영적인 은사 등이 예수 그리스도와 고대에 지상에서 살았던 하늘 사자들의 지상 방문의 성역을 통해 다시 계시에 의해 이 세상에 존재하게 된 교단임을 천명한다. 자칭 여호와의 증인 등은 구교와 신교를 초대교회에서의 이탈된 종교로 보고 새로운 성경 연구와 해석의 결과로서 초대 교회의 원형을 지향하고자 하는 견해와 주의 및 교리를 표방하는 종교이다. 즉, 사람들의 경전 연구와 해석의 결과물로서 회복을 주장하는 것이다.

## 같이 보기
- 네이선 해치
- 마크 놀